# Julio Morales Landgrave
Julio María Morales Landgrave, conocido como Julio Morales (Ciudad de México; 1863 - 1945) fue un compositor mexicano.

## Biografía
Hijo del compositor Melesio Morales Cardoso y Romana Landgrave González.
Inició sus estudios musicales con su padre, el compositor Melesio Morales, para luego continuarlos en el Conservatorio Nacional de Música. Ahí obtuvo el primer premio en un concurso de composición. Julio Morales sobresalió como maestro e inspector de música de las escuelas de educación primaria. Ello lo motivó a escribir obras para niños o relacionadas con el mundo infantil. Entre éstas se cuenta el ciclo de canciones para soprano y piano con textos de Gabriela Mistral o tres de sus óperas. Julio Morales también fue catedrático del Conservatorio Nacional de Música. Compuso cantatas, obras orquestales, música de cámara y óperas. Entre sus obras musicales destaca un Offertorio, estrenada en la inauguración del panteón español de la Ciudad de México.
Su ópera Colombo a San Domingo se estrenó en 1892 en el marco de las festividades por el cuarto centenario del descubrimiento de América. Escribió un ciclo para voz y piano de canciones de cuna y rondas infantiles con base en poemas de Gabriela Mistral rescatado por Karl Bellinghausen y estrenado en 2006 por la soprano Luz Angélica Uribe y el pianista Carlos Pecero.

## Archivo musical
Su hija María Morales custodió el archivo familiar que luego, en 1956, fue donado al Conservatorio Nacional de Música de México. En tal archivo familiar se reúne más del 95 por ciento de la obra de Melesio Morales, del propio Julio Morales e incluso de Guadalupe Olmedo, la segunda esposa de Melesio Morales y una de las primeras compositoras mexicanas. Durante mucho tiempo se le adjudicó ser la autora del primer cuarteto para cuerdas escrito en México hasta que se encontraron obras de ese género debidas a su maestro Cenobio Paniagua.

## Obra

### Óperas
Según los registros, tan sólo Colombo a San Domingo se llegó a estrenar. Las óperas El mago, La bella durmiente, La Cenicienta son citadas por Karl Bellinghausen, estudioso y especialista en la obra de Melesio Morales y de Julio Morales. Tales óperas, como tampoco Colombo a San Domingo ni el resto de la obra de Julio Morales, ha sido rescatado.
- Colombo a San Domingo, 1892
- El mago
- La bella durmiente
- La Cenicienta